# Ramsholm, Pargas
Ramsholm är en halvö i Finland.   Den ligger i kommunen Pargas i den ekonomiska regionen  Åboland  och landskapet Egentliga Finland, i den södra delen av landet, 150 km väster om huvudstaden Helsingfors. Ön är genom en vägbank och grundområden förbunden med Ängsholmen och Heisala i öster.